# Lynn Hershman Leeson
Lynn Hershman Leeson est une artiste et cinéaste américaine née en 1941 à Cleveland dans l'Ohio.

## Biographie
Lynn Hershman Leeson est diplômée d'une licence en enseignement, administration des musées et beaux-arts de l'université de Case Western Reserve (1963) ainsi que d'un master de beaux-arts de l'université de San Francisco (1972).

## Carrière professionnelle
En 1968, l’artiste Lynn Hershman Leeson commence à publier des critiques sur l’art sous le couvert de trois personnages inventés : Abandon de Gay, Herbert Goode et Prudence Juris. Chaque critique dispose de son propre style, variant les préférences esthétiques et de lieux pour brouiller les pistes. Ces écrits sont publiés aussi bien dans les hebdomadaires locaux de San Francisco que dans des revues d’art prestigieuses comme Studio International.
En 1972, invitée à exposer au Berkeley Art Museum and Pacific Film Archive, elle installe plusieurs de ses Machines respiratoires, des sculptures en cire de têtes féminines équipées d'enregistrements de la respiration de l'artiste et capables de s'exprimer en fonction du déclenchement des capteurs de mouvement. L'installation est complétée d'une série de dessins plus conventionnels. Lorsque l'artiste revient quelques jours plus tard, elle constate que les conservateurs du musée ont enlevé ses machines. En réponse, Lynn Hershman Leeson aménage une chambre du Dante Hotel de San Francisco alors à l'abandon pour y installer de nouveaux personnages de cire, ceux d'un couple endormi. L'installation ouverte 24 heures par jour, permet aux visiteurs d'adopter le rôle de voyeurs dans une mise en scène étrange.
Son approche artistique allie l'art avec le commentaire social et en particulier la relation entre l’humain et les nouvelles technologies. Souvent qualifiée de « pionnière de l’art numérique », ses travaux sur la technologie axée sur les médias ont contribué à légitimer les formes d’art numériques.
Lynn Hershman Leeson est reconnue internationalement pour son travail novateur sur des questions aujourd'hui reconnues comme essentielles au fonctionnement de la société telles la relation entre les humains et la technologie, l'identité, la surveillance et l'utilisation des médias comme outil d'habilitation contre la censure et la répression politique. Elle est considérée comme l'une des artistes médiatiques les plus influentes et a réalisé des contributions novatrices dans les domaines de la photographie, de la vidéo, du cinéma, de la performance, de l'installation et de l'interactivité ainsi que de l'art médiatique sur Internet.
En 2009, Lynn Hershman Leeson est lauréate de la Bourse Guggenheim des arts créatifs pour les États-Unis et le Canada.

## Œuvres principales

### Alter ego
De 1974 à 1978, Lynn Hershman Leeson développe un personnage fictif et alter ego nommé Roberta Breitmore. La transformation n’est pas seulement physique à travers l’utilisation du maquillage, des vêtements ou de perruques, mais s’incarne dans l’existence d’une véritable personnalité jusqu’à la création d’un permis de conduire, d’une carte de crédit et de lettres adressées à son psychiatre comme autant de preuves de son existence dans le monde physique.
La performance prend davantage d’ampleur lorsque l’artiste demande à trois autres artistes interprètes d’adopter le même personnage sur une même période. La vraie Roberta incarnée par Lynn Hershman Leeson se désengage peu à peu du processus créatif laissant ses interprètes continuer le travail jusqu’à une ultime performance au Palazzo dei Diamanti à Ferrara en Italie en 1978, sous la forme d'un exorcisme sur la tombe de Lucrèce Borgia.
Il ne reste de cette performance que des artefacts de la vie de Roberta Breitmore, à l'image de démarches juridiques et administratives, de documents médicaux et d'un journal intime.
Entre 1995 et 2000, le personnage de Roberta Breitmore se transforme en CybeRoberta, un projet interactif d’intelligence artificielle pour le web. Elle devient en 2006, un personnage de Second Life. Selon l'Université de Stanford qui a acquis ses archives, Lynn Hershman Leeson a travaillé avec le professeur Henry Lowood afin de convertir les mémoires du personnage dans un projet accessible à un public plus large, en recréant à la fois Roberta Breitmore et Le Dante Hôtel dans un espace virtuel.
Dans le cadre de l’exposition How To Disappear en 2014, elle réalise le court-métrage The Ballad of JT LeRoy, l’examen du personnage fictif de JT LeRoy par son auteure Laura Albert. Il s’agit de créer un parallèle entre Roberta Breitmore, personnage fictif du projet Alter ego de l'artiste et l'alter ego masculin inventé par la romancière.

### Agent Ruby
En 2001, Lynn Hershman Leeson conçoit le projet Agent Ruby pour le San Francisco Museum of Modern Art (SFMOMA), une interface permettant aux utilisateurs en ligne de partager leurs souvenirs, connaissances et humeurs du moment. Le projet Lynn Hershman Leeson : The Agent Ruby Files est officiellement présenté au public en 2013. Cet archivage numérique et analogique réinterprète des dialogues tirés de la décennie d’échanges et de conversations avec l'Agent Ruby par les internautes.
L’œuvre reflète l’intérêt de longue date de l’artiste pour l’interaction entre les personnages fictifs ou virtuels et les vraies personnes ou situations du quotidien. Le prénom Ruby est directement inspiré de l’un des personnages du film Teknolust réalisée par l’artiste en 2002 avec les comédiens Tilda Swinton et Jeremy Davies. Cette base de données relève d’une longue gestation, car la technologie de l’intelligence artificielle ne permettait pas sa réalisation en 1993 lorsque l’artiste commença à composer son projet.

### LORNA
LORNA est l’un des plus anciens projets de Lynn Hershman Leeson, basé sur le premier laser artdisk interactif. Le dispositif raconte l’histoire d’une femme agoraphobe qui n’a jamais quitté son appartement résumé en une seule pièce à vivre.
C’est après avoir pris connaissance des nouvelles et publicités du monde extérieur que la phobie de LORNA s’est installée. L’objectif des utilisateurs est de la libérer de ses peurs en utilisant des unités de contrôle à distance. Les téléspectateurs avaient le choix d’orienter sa vie vers plusieurs emplacements possibles et pouvaient accéder aux informations concernant son passé en cliquant sur les objets dans la pièce.
En 2004, le projet migre vers une plate-forme de DVD à la suite de l’évolution des nouvelles technologies.

## Films et créations visuelles

### Desire Inc(1990)
En 1990, Lynn Hershman Leeson réalise une vidéo documentaire fictive de 26 minutes intitulée Desir Inc, soit une série de publicités axées sur la séduction dans lesquelles une femme sexy invite les téléspectateurs à téléphoner. C’est l’un des ouvrages les plus importants de l’artiste s'attachant à la relation personnelle intense entre les téléspectateurs et l’espace public. Le projet est une pièce rare de l’art vidéo sur la télévision interactive, où la réponse d’un téléspectateur est autant qualifiée d’art que la conception de l’annonce en elle-même.

### Conceiving Ada(1997)
La cinéaste est l'auteure en 1997 d'un premier long-métrage de science-fiction intitulé Conceiving Ada. Le film s'intéresse à l'histoire de Lady Ada Lovelace, fille de Lord Byron et génie des mathématiques qui créa le premier programme informatique un siècle avant de son temps. Ce projet cinématographique marque la première collaboration entre Lynn Hershman Leeson et l'actrice britannique Tilda Swinton.

### Teknolust(2002)
En 2002, la réalisatrice retrouve Tilda Swinton pour une nouvelle œuvre de science-fiction. L'actrice y interprète Rosetta Stone, une bio-généticienne en pleine création d'un monde artificiel par la création de trois automates auto-reproducteurs s’appuyant sur les spermatozoïdes pour survivre. Teknolust est nommé en 2004 à l'International Fantasy Film Award.

### Strange Culture(2009)
Ce docudrama examine le cas de l'artiste et professeur Steve Kurtz, membre de la Critical Art Ensemble (CAE) et spécialiste des questions liées à la science et à la politique publique. À la mort de sa femme pour cause d'insuffisance cardiaque, les ambulanciers arrivés sur les lieux découvrent des boîtes de Petri et d'autres équipements scientifiques liés aux recherches de Steve Kurtz sur les aliments génétiquement modifiés. Il est convoqué par le FBI, à la suite de soupçons de bioterrorisme.
Le projet réunissant Tilda Swinton et Thomas Jay Ryan s'appuie sur la vague d'erreurs judiciaires surréalistes qui ont suivi les attentats du 11 septembre 2001 aux États-Unis.

### !Women Art Revolution(2011)
En 2011, Lynn Hershman Leeson dirige le long-métrage documentaire !Women Art Revolution, une plongée dans le Feminist Art Movement aux États-Unis.
Pendant plus de quarante années, la cinéaste a recueilli une pléthore d'entrevues avec ses contemporains et les a façonnés dans une représentation intime de leur combat pour briser les barrières auxquelles font face les femmes dans le monde de l'art et de la société au sens large. Women Art Revolution explore l'histoire secrète de l'art féministe à travers des conversations, des observations, des séquences d'archives et des œuvres d'artistes visionnaires, d'historiens, de conservateurs et de critiques.
À partir des années 1960, des manifestations anti-guerre et pour les droits civils, le film détaille les grands développements de l'art féministe à travers les années 1970 et explore la manière dont la ténacité et le courage de ces artistes pionnières ont abouti au mouvement artistique considéré depuis comme le plus important de la fin du XXe siècle.
La musicienne  Carrie Brownstein, membre du groupe Sleater-Kinney, a orchestré à la bande originale du film accompagnée de Miranda July, Yoko Ono, Cindy Sherman, Barbara Kruger, The Guerilla Girls, Yvonne Rainer, Judy Chicago, Marina Abramović, Ingrid Sischy, Marcia Tucker, Carolee Schneemann ou Miriam Schapiro.

### Tania Bruguera: A State of Vulnerability(2017)
A State of Vulnerability s'intéresse aux retombées personnelles et émotionnelles liées à la détention de l'artiste-plasticienne cubaine Tania Bruguera. Le 30 décembre 2014, elle est arrêtée après avoir voulu organiser une « prise de micro » sur la place de la Révolution, à La Havane. À travers son documentaire, Lynn Hershman Leeson observe les sessions de l’artiste avec le psychiatre Dr Frank Ochberg, un des pères fondateurs de la psycho-traumatologie moderne qui a notamment permis de définir le trouble de stress post-traumatique.

## Rétrospectives et expositions
Parmi les installations les plus récentes :
- 2018 : Lynn Hershman Leeson: Kunst-Werke, Berlin
- 2017 : Lynn Hershman Leeson: Civic Radar, Yerba Buena Center for the Arts, San Francisco, Californie, February 10 – May 21
- 2017 : Lynn Hershman Leeson: Remote Controls, Bridget Donahue, New York, New York, January 27 – March 12
- 2016 : Trans Genesis: Evaporations and Mutations, Vilma Gold, Londres, Royaume-Uni, October 4 - 29
- 2016 : Cyborgs and Self-Promotion, Cleveland Museum of Art, Cleveland, Ohio, March 10 - 29
- 2016 : Dreamlands: Immersive Cinema and Art 1905-2016, Whitney Museum of American Art, New York, New York, October 28 - February 5, 2017
- 2015 : Lynn Hershman Leeson: Origin of the Species, Bridget Donahue, New York, New York, February 19 - April 5
- 2013 : Present Tense, Gallery Paule Anglim, San Francisco, Californie
- 2013 : Agent Ruby Files, San Francisco Museum of Modern Art, San Francisco, Californie

## Filmographie

### Films et documentaires
- 1993 : Virtual Love
- 1997 : Conceiving Ada
- 2003 : Teknolust
- 2009 : Strange Culture, documentaire, Cinedigm
- 2012 : !Women Art Revolution, documentaire, Zeitgeist
- 2017 : Tania Bruguera: A State of Vulnerability, documentaire

### Films expérimentaux et créations
- 1974 :  Commercials for Forming a Sculpture Drama in Manhattan
- 1976 : 25 Windows: A Portrait of Bonwit Teller
- 1978 : Commercial for Myself
- 1978 : Lynn Turning into Roberta, en collaboration avec Eleanor Coppola
- 1979 : Test Patterns
- 1982 : The Making of the Rough and (Very) Incomplete Pilot for the Videodisk on the Life and Work of Marcel Duchamp According to Murphy’s Law
- 1984 - 1996 : First Person Plural, The Electronic Diaries of Lynn Hershman Leeson
- 1984 : Prisoner of Paradise
- 1984 : Rebecca 28–30: The Evolution of an Unknown Woman
- 1984 : Verbatim Transcription of the Last Words of Jim Jones
- 1985 : Proxemics: The Study of Body Language
- 1989 : Longshot
- 1990 : Desire Inc
- 1991 : Seeing Is Believing
- 1992 : Shooting Script: A Transatlantic Love Story
- 1994 : Found Footage
- 1994 : Seduction of a Cyborg
- 1994 : Twists in the Cord (or) … Other Extensions of the Telephone
- 1994 : Virtual Voices
- 1995 : Double Cross Click Click
- 2014 : The Ballad of JT LeRoy

## Distinctions
- 2009 : Bourse Guggenheim des arts créatifs pour les États-Unis et le Canada